# 무함마드 라힘 1세
무함마드 라힘 1세(러시아어: Мухаммад Рахим-хан I, 1775년 ~ 1825년)는 우즈베크족의 네번째 통치자이자 1806년부터 1825년까지 히바 칸국을 다스린 46대 히바 칸이다.
이 칸은 1806년 이르타자르 칸이 사망한 이후 그의 동생인 무함마드 라힘 1세가 그를 이어 히바 칸이 되었다.

## 국내 정책
국가의 발전을 위해 무함마드 라힘 1세는 우선 히바에 대한 주요 개혁을 펼쳤다. 국가 행정을 효율적으로 하기 위해, 칸이 판단하는 대신 최고위원회 법정이 세워졌다. 또한 세금에 관한 개혁도 실시하여 세관을 만들었다. 무함마드 라힘 1세 칸은 중가르 지역에서 최초로 은색 동전과 금색 동전을 발행했다.
또한, 무함마드 라힘 1세 칸은 권력의 중앙집중화를 꾀했다. 그는 히바 주위의 땅을 점령하였다. 1808년에서 1809년 사이에는 초브두로프 전투를 하는 등 영역을 확장했다. 1811년에는 마침내 아랄 부족을 정복했다. 1812년에서 1813년에는 시르다리야 강의 카자흐족을 정벌했다. 1820년에는 메르브 지역까지 점령했다.
또한, 무함마드 라힘 1세 칸은 경제활성화 정책을 펼쳤다. 그의 통치 기간 동안 화레즘 지역에 대한 대규모 관개 작업을 펼쳤다.

## 외교 정책
무함마드 라힘 1세 칸 시기에는 러시아 제국, 오스만 제국, 아프가니스탄과 외교 관계를 맺었다.
아프가니스탄과의 관계는 특히 1809년부터 1818년까지 히바로 망명을 온 아프가니스탄의 통치자 무함마드 샤 시기에 특히 친선관계를 유지했다. 나중에 그가 아프가니스탄으로 돌아가면서 화레즘 지역과 아프가니스탄 끼리는 자유로운 무역이 허가되었다.
1819년부터 1820년까지 러시아의 특사인 니콜라이 무라브보프-카르스키가 히바를 방문하면서 나중에 그의 여행기를 채긍로 펴냈다. 이에 따르면, 히바 칸국에는 수십만명이 거주하고 있었던 것으로 추정된다. 이들 중 대부분은 우즈베크족과 투르크멘족이었다.
1820년에는 러시아의 A. F. 네크리가 이끄는 공관이 히바를 방문했다.

## 문화 정책

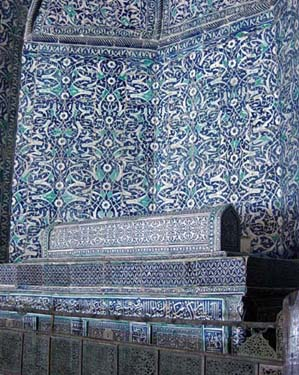
복잡한 문양이 새겨진 팔라반 마흐무트 무덤 내부 모습.

무함마드 라힘 1세 칸은 우즈베크어 외에도 페르시아어와 아랍어도 알고 있었다. 그는 과학과 예술의 대표적인 후원자였다. 그의 통치 시기 히바에서는 바그반디 사원 및 몇몇 이나크들을 건축했다.
1815년에는 무함마드 라힘 1세 칸을 위해 만들어진 은빛 바스마 패턴의 왕좌가 만들어졌다. 현재 이 왕자는 모스크바 박물관에 보관되고 있다.
이 기간 동안 히바 칸국의 역사학자 무니즈 카와리즈미는 화레즘 뿐 아니라 더욱 넓은 역사서를 적극적으로 쓰고 있었다.
무함마드 라힘 1세 칸은 1825년 사망한 이후 그의 아들인 알라쿨리 칸이 히바의 칸을 물려받았다.

## 참고 문헌
- (러시아어) Гулямов Я. Г., История орошения Хорезма с древнейших времен до наших дней. Ташкент. 1957
- (러시아어) История Узбекистана. Т.3. Т.,1993.
- (러시아어) История народов Узбекистан. Т.2. Ташкент, 1947
- (러시아어) История Узбекистана в источниках. Составитель Б. В. Лунин. Ташкент, 1988
- (러시아어) История Хорезма. Под редакцией И. М. Муминова. Ташкент. 1976.

| 전임 이르타자르 칸 | 제46대 히바 칸국의 칸 1806년 ~ 1825년 | 후임 알라쿨리 칸 |